# Корчев (гміна)
Гміна Корчев (пол. Gmina Korczew) — сільська гміна у центральній Польщі. Належить до Седлецького повіту Мазовецького воєводства.
Станом на 31 грудня 2011 у гміні проживало 2905 осіб.

## Площа
Згідно з даними за 2007 рік площа гміни становила 105.14 км², у тому числі:
- орні землі: 67.00%
- ліси: 24.00%

Таким чином, площа гміни становить 6.56% площі повіту.

## Населення
Станом на 31 грудня 2011:
| Опис     | Загалом | Загалом | Чоловіки | Чоловіки | Жінки | Жінки |
| -------- | ------- | ------- | -------- | -------- | ----- | ----- |
| одиниця  | осіб    | %       | осіб     | %        | осіб  | %     |
| все      | 2905    | 100     | 1462     | 50.33    | 1443  | 49.67 |
| міське   | 0       | 100     | 0        |          | 0     |       |
| сільське | 2905    | 100     | 1462     | 50.33    | 1443  | 49.67 |

## Сусідні гміни
Гміна Корчев межує з такими гмінами: Дорогочин, Папротня, Плятерув, Пшесмики, Репкі.